# Cerotainia dasythrix
Cerotainia dasythrix là một loài ruồi trong họ Asilidae. Cerotainia dasythrix được Hermann miêu tả năm 1912. Loài này phân bố ở vùng Tân nhiệt đới.